# Lijst van wapens van Canadese deelgebieden
Dit artikel bevat een lijst van wapens van Provincies en territoria van Canada|Canadese deelgebieden. Canada bestaat uit tien provincies en drie territoria.

## Provinciale wapens

Alberta
Brits-Columbia
Manitoba
New Brunswick
Newfoundland en Labrador
Nova Scotia
Prince Edward Island
Ontario
Québec
Saskatchewan

## Territoriale wapens

Northwest Territories
Nunavut
Yukon